# واسیله یورگا
واسیله یورگا (رومانیایی: Vasile Iorga؛ زادهٔ ۱۹ فوریهٔ ۱۹۴۵) کشتی‌گیر اهل رومانی است.